# Ectecous segregatus
Ectecous segregatus är en insektsart som beskrevs av Andrej Vasiljevitj Gorochov 1996. Ectecous segregatus ingår i släktet Ectecous och familjen syrsor. Inga underarter finns listade i Catalogue of Life.